# Fredsvagten
FredsVagten (eller FredsVagten Christiansborg) er en organisation, som siden fredag d. 19. oktober 2001 dagligt har demonstreret på pladsen foran Christiansborg i protest mod Danmarks deltagelse i "krigen mod terror", nærmere bestemt krigene i Afghanistan og Irak.

## Begyndelse
FredsVagten indledte sin aktion, efter at det kom frem, at den danske regering agtede at sende korvetten Niels Juel til Middelhavet. Den skulle indgå i NATOs reaktionsstyrke med det formål at aflaste amerikanske og britiske krigsskibe, som skulle til det Indiske Ocean for at deltage i krigen i Afghanistan. Lars Rosenblum Sorgenfrei og Bo Richardt var de første til at tænde for 'Håbets Ild' og starter den daglig demonstration 19. oktober 2001.
I oktober og november 2001, fik FredsVagten en del opmærksomhed. Men da den første fase af krigen i Afghanistan var hurtigt overstået, mistede både politikere og medier hurtigt interessen.

## Irakkrigen
Ved starten på krigen i Irak fik FredsVagten igen mere opmærksomhed. [kilde mangler]. Det gjaldt også i forbindelse med præsident George W. Bushs besøg i Danmark, 6. juli 2005.

## Mediedækning
På grund af Fredsvagtens daglige tilstedeværelse interviewes den jævnligt af medier, der ønsker udtalelser fra fredsbevægelserne. [kilde mangler]

## Borgerkrigen i Libyen
Fredag d. 21/10 2011 gav Bo Richardt i et interview med TV2-Lorry hvor han gav udtryk for, at den libyske befolkning grundlæggende havde haft det godt under den tidligere libyske diktator Muammar al-Gaddafi, og at Vesten havde haft et behov for at dæmonisere Muammar al-Gaddafi.
 
Der var før Muammar al-Gaddafis død d. 20/10 2011 udstedt en arrestordre fra Den Internationale Straffedomstol for forbrydelser mod menneskeheden mod ham.

## Fodnoter
1. 1 2  FredsVagtens Grundlag Arkiveret 10. juli 2007 hos  Wayback Machine, vedtægter offentliggjort på FredsVagtens officielle hjemmeside, hentet 9. marts 2008
2. ↑  ""På fredsvagt i seks år" artikel i Kristeligt Dagblad, 17. oktober 2002". Arkiveret fra originalen 9. oktober 2012. Hentet 14. juni 2008. {{cite web}}: soft hyphen character i |title= på position 10 (hjælp)
3. ↑  "Artikel fra hjemmesiden Ingeniøren, 18. oktober 2001". Arkiveret fra originalen 16. oktober 2012. Hentet 29. februar 2008.
4. ↑  TV2/Lorry (Webside ikke længere tilgængelig)
5. ↑  "ICC - The Prosecutor v. Saif Al-Islam Gaddafi and Abdullah Al-Senussi". Arkiveret fra originalen 27. maj 2012. Hentet 27. maj 2012.